# Mordu de la pêche
Mordu de la pêche (Fishing Adventurer) est une émission de télévision qui traite de voyages, d'aventure et de pêche sportive. Elle est diffusée dans douze pays. Elle connait un succès fulgurant lors de la diffusion de l'épisode où Cyril Chauquet se plante une queue de raie venimeuse dans la main.
Au Québec, elle a été diffusée à partir du 23 mai 2006 sur Évasion.

## Historique
L'émission Mordu de la pêche est créée en 2003 par Cyril Chauquet et a été est produite en partenariat avec Filmoption International à Montréal.
L'émission existe également en anglais : Fishing Adventurer (l'aventurier de la pêche).

## Équipe
- Producteur, réalisateur, animateur : Cyril Chauquet
- Directeur de production : Arnaud Pasquet
- Directeurs photos : Michael Wees, Jacques Desharnais
- Monteurs : Steve Villeneuve, Geoff Klein

Au total, une trentaine de sous-traitants contribuent à la production de l'émission.

## Synopsis de l’émission
Mordu de la pêche suit les aventures autour du monde d’un pêcheur sportif, Cyril Chauquet, à la découverte de poissons exotiques, cultures et personnalités. Chaque épisode retrace un voyage de pêche en particulier et des défis singuliers pour trouver des poissons, avec l’aide des habitants des régions visitées.

## Valeurs de l'émission
Mordu de la pêche / Fishing Adventurer est un mélange d'aventures, de pêche sportive, de voyages et de culture dans une émission rythmée. L’objectif est de donner une vision plus moderne de la pêche : « Je veux montrer les côtés captivants, jeunes et dynamiques de la pêche tout en favorisant le respect de la ressource », Cyril Chauquet.

Une citation de journaliste : Cette émission est « un show de pêche à tendance téléréalité qui combine voyages et pêche sportive, […] et chaque voyage, bien que motivé par ce sport, est [d’abord] une aventure spontanée ».

## Production audiovisuelle
L'émission est produite, montée et diffusée en deux langues :
- Mordu de la pêche en français
- Fishing Adventurer en anglais

Cinq saisons ont été produites depuis 2005 : 
- La première saison compte treize épisodes de 47 minutes et 20 secondes chacun dans sa version Française et treize épisodes en 26 minutes en Version Anglaise : Cuba, Suède, Guinée-Bissau, Nicaragua, Maroc, New York, Venezuela, Québec, Costa Rica, Texas, Irlande, Louisiane, Ontario[6].
- La deuxième saison compte 16 épisodes de 47 minutes et 20 secondes chacun dans sa version Française et 16 épisodes de 44 minutes dans leur version Anglaise : Puerto-Rico, Belize, Mexique (mer de Cortès), Québec (Baie James), Nunavik, Floride, Mexique (Baja California), Égypte, Guyane française, Honduras, Panama, Kenya, Tanzanie, Québec Rivière Rupert, Québec Abitibi Temiscamingue[7].
- La troisième saison compte 18 épisodes : Floride-Bahamas, Québec (Baie James, Golf du St Laurent), France, Nicaragua, Brésil (Cote Nord et Amazone), Inde (Andaman), Argentine (Patagonie), Maroc, Côte est des États-Unis (New York, Grands Lacs, Floride du Sud).
- La quatrième saison compte douze épisodes : Tahiti, Iles Marquises, Mexique, Québec (Manicouagan, Lanaudière-Mauricie, Gaspésie), Ontario, Afrique du Sud, Gabon, Hawaï, Guatemala, Brésil.
- La cinquième saison, actuellement en cours de création comptera également douze épisodes : Cuba, États-Unis (Texas, Oklahoma, Floride), Québec (Outaouais), Mexique, Brésil (Amazonie).

Plusieurs épisodes supplémentaires (par série) sur la pêche au Québec sont réservés à la diffusion aux États-Unis et au Québec.

## Diffusion
- Mordu de la pêche est diffusée sur la chaîne Évasion au Canada francophone (Québec)
- Fishing Adventurer est diffusée sur ESPN2 (ESPN Outdoors) aux États-Unis[8], le réseau Discovery Channel en Europe[3], et Travel + Escape au Canada[9].

L'émission est diffusée dans 12 pays, dont 9 pays européens : Angleterre, Écosse, Pays de Galles, Irlande, Italie, Suisse, Allemagne, Espagne, Portugal.
Elle est également diffusée en France depuis l'été 2015 sur RMC Découverte[réf. souhaitée] sous le titre Pêche XXL.

## Profil des téléspectateurs
- Cœur de cible : masculin, pêcheur, entre 18 et 50 ans
- Une émission qui a réussi à toucher de nombreux : jeunes, femmes et non pêcheurs[10]

## Partenariats
Depuis 2008, Tourisme Québec, en partenariat avec la Fédération des Pourvoiries du Québec (FPQ), achète des espaces publicitaires autour de l’émission Fishing Adventurer sur ESPN2, pour promouvoir la province de Québec à l’étranger grâce à l’importante côte d’écoute de l’émission.
Le Ministère des Ressources Naturelles et de la Faune du Québec s’associe aux épisodes tournés au Québec dans le cadre de la conservation de la ressource halieutique et du respect du milieu naturel.

## Projets
- Poursuivre les séries Mordu de la pêche / Fishing Adventurer
- Créer de nouveaux concepts d’émissions et de documentaires
- Promouvoir la pêche auprès d’un public plus jeune et le sensibiliser aux problématiques de pollution et de respect du poisson